# Taille (impôt)
Pour les articles homonymes, voir Taille.
En France, sous l'Ancien Régime, la taille est un impôt direct que le roi prélève sur ses sujets par l'intermédiaire de ses vassaux. Cet impôt est levé pour financer les guerres, les vassaux permettant au roi de prélever les fonds nécessaires. Ce système, d'abord basé sur la coutume, devient avec le temps une obligation morale.
Relativement impopulaire car les bourgeois de nombreuses villes, le clergé et la noblesse du Nord du royaume en sont affranchis, cet impôt est réparti de différentes façons suivant les provinces : dans le Nord du royaume, la taille personnelle pèse sur les individus roturiers à partir d'une estimation de leurs revenus, tandis que dans le Midi, la taille réelle, plus équitable, pèse sur la terre roturière, quel que soit le statut de son propriétaire.
Pendant longtemps, impôt exceptionnel et transitoire, comme l'était la taille aux quatre cas perçu par les seigneurs, elle devient permanente sous le règne de Charles VII pendant la Guerre de Cent Ans, à la suite de la création d'armées permanentes, comme les compagnies d'ordonnance et les réserves des francs-archers.
Cette évolution découle du besoin de constituer une armée permanente pour limiter les pillages du territoire, rendant la collecte régulière de cet impôt nécessaire. L'ordonnance de 1439 institue la taille royale, s'appliquant à tous les roturiers du royaume, se substitue alors à la taille seigneuriale.
L'État tente à plusieurs reprises, au XVIIe siècle, de réformer l'imposition pour limiter les exemptions et privilèges, ce qui donnera lieu à la création de la capitation, du dixième et du vingtième, qui viennent en plus de la taille et conduisent à une insatisfaction croissante de la population vis-à-vis du système fiscal français.

## Histoire

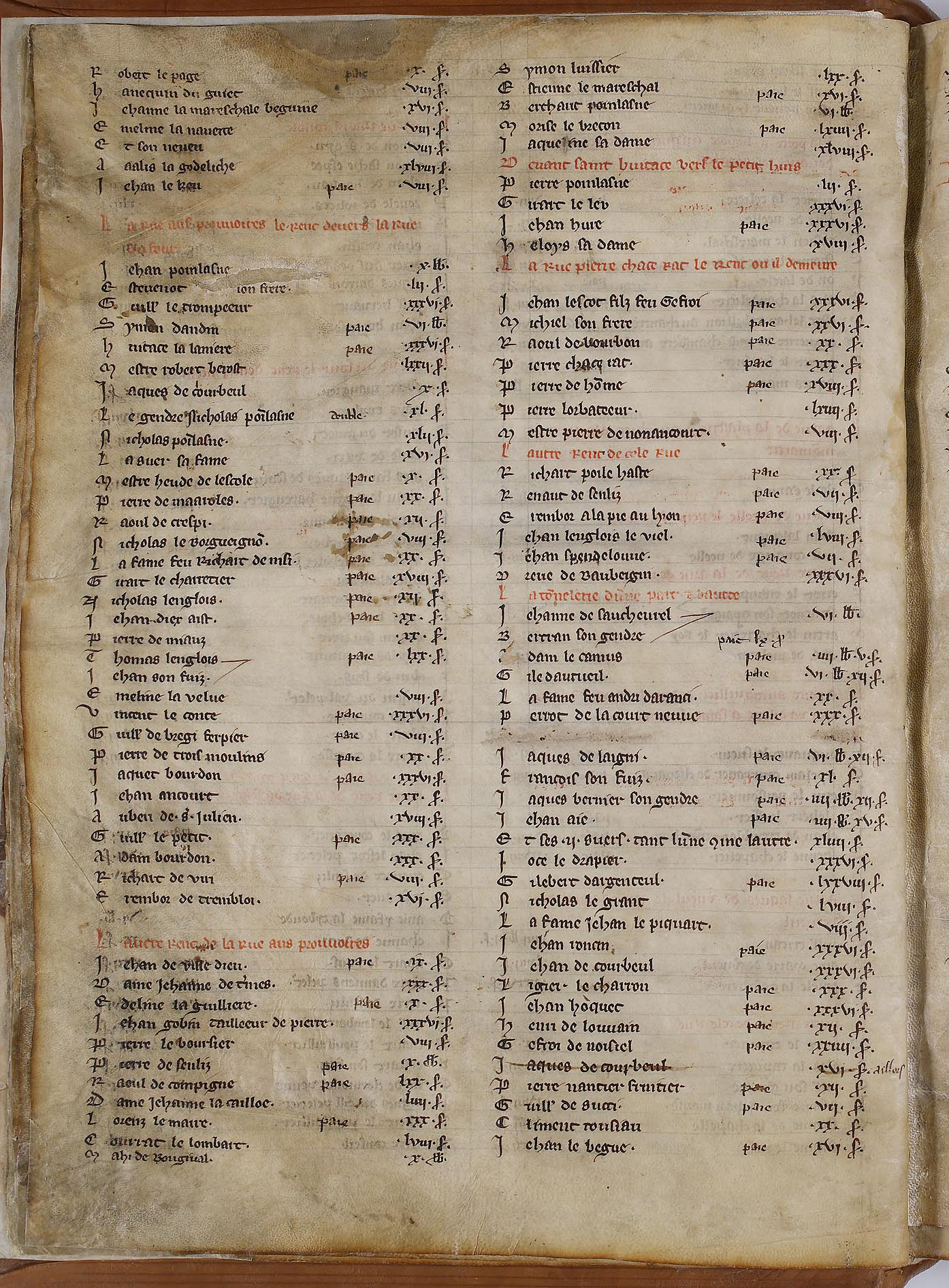
Rôle de la taille à Paris, Archives nationales - AE-II-302.

À l'origine, le terme désigne un bâton de taille. Il s'agit d'une baguette de bois fendue, permettant de conserver la trace de valeurs chiffrées au niveau d'encoches qui sont la preuve de ces valeurs. C'est un système de comptabilité accessible aux personnes ne sachant ni lire ni écrire. Il est employé d'abord pour les paiements à crédit, puis est appliqué à la fiscalité.
La taille seigneuriale apparaît dans la deuxième moitié du XIe siècle. Elle a pour but de faire contribuer les communautés villageoises aux charges de la seigneurie, en compensation de la protection accordée par le seigneur. Elle est le signe de son pouvoir sur les hommes, en général assise sur les « feux » (foyers ou familles), son montant étant fixé « à merci » (arbitrairement) ou définitivement. Très vite cependant elle perd toute justification, ce qui déclenche nombre de différends entre les seigneurs et les redevables de la taille.
Au XIIe siècle, du fait du mouvement de croissance agricole, la tendance générale est à l'octroi de chartes de franchises par le seigneur à l'égard des colons et défricheurs. Ces chartes transforment souvent la taille en taxe abonnée, c'est-à-dire une charte rendue annuelle et fixe. Généralement il s'agit d'une redevance par tête de bétail ou sur les récoltes, payée essentiellement en argent.
Le 2 novembre 1439, les États généraux, réunis depuis octobre à Orléans, décident l'entretien d'une armée permanente pour pouvoir bouter définitivement les Anglais hors de France. Cette décision déclenche une révolte des nobles : la Praguerie (1440). Pour financer l'effort de guerre les États généraux instituent un nouvel impôt royal (la taille seigneuriale ayant disparu en bonne partie à la fin du Moyen Âge), qui sera prélevé dans chaque famille du royaume, à l'exception des nobles et des clercs : la « taille ». Les délégués accordent à Charles VII la permission de relever la « taille des lances » tous les ans, taille qui permet d'être exempté de l'engagement dans l'armée royale.
La taille est abolie à la Révolution, en 1791. La contribution foncière, portant sur tous les terrains, est l'héritière directe de la taille réelle.

## Répartition de la taille
La taille royale peut prendre deux formes de répartition : la taille réelle, calculée à partir de la propriété de la terre recensée dans des compoix et matrices protocadastrales ; et la taille personnelle, répartie à partir des revenus estimés. 
Dans les pays « d'État », c'étaient les États qui répartissaient la taille entre les communautés d'habitants de la province après en avoir négocié le montant avec la Monarchie ; dans les pays « d'élection », c'était l'intendant qui décidait de la répartition.

### Taille personnelle
La taille personnelle est la méthode de répartition de l'impôt usitée dans le Nord du royaume. 
Elle concerne les feux roturiers, et est répartie selon les facultés. Impôt de répartition, le montant à acquitter par chaque contribuable est fixé d'après les signes apparents de richesse, censés refléter la capacité contributive. Le montant à répartir est fixé en fonction des besoins royaux et des capacités de la population.
En premier lieu, l'intendant répartit la somme à percevoir, sur sa province, entre ses différentes élections ou subdélégations puis le subdélégué répartit lui même la somme à percevoir entre les différentes collectes de sa subdélégation, selon leurs capacités respectives et les circonstances (ainsi une collecte dont les récoltes auront été détruites par la grêle verra son montant de contribution habituel légèrement diminué au détriment des autres). Le périmètre d'une collecte correspond généralement à celui d'une paroisse ou à un quartier de celle-ci.
L'imposition personnelle se base sur le feu, c'est-à-dire l'âtre autour duquel sont rassemblés le chef de famille et ses enfants. Dans les registres de collecte, seul le nom du chef de feu est indiqué à moins qu'il ne soit associé à celui d'un enfant, d'un gendre ou d'un tiers vivant à même pot et feu avec lui. Ce principe d'association se retrouve d'ailleurs dans la désignation des collecteurs même si les intendants protestent régulièrement contre cette pratique.
La taille personnelle n'est pas forcément totalement décorrélée avec la propriété foncière puisqu'il s'agit d'un impôt sur le revenu du feu, que ce revenu provienne de l'industrie (le travail de l'artisan) ou du travail de la terre. En Auvergne, un même contribuable pourra ainsi être taillé pour plusieurs motif, par exemple « pour son industrie de cordonnier et pour la terre de son épouse ».

### Taille réelle
La taille réelle est largement répandue dans le Midi de la France. Sa répartition, relativement équitable, est réalisée à partir des biens fonciers, obligeant les communautés d'habitants à réaliser à intervalles réguliers des matrices protocadastrales. Elle est déterminée à partir du cadastre (du compoids en Languedoc) qui indique la surface et la valeur des terres de chaque communauté. Un noble est taxé sur ses biens roturiers, un roturier en est exempté sur ses biens nobles.

## Recouvrement
Le recouvrement est perçu par des chefs de feux désignés dans la population roturière de la collecte, subdivision fiscale de base correspondant généralement à une paroisse, ou à un quartier de celle-ci. Dans les villes du Midi, cette mission est assurée par les consuls de jurade.
Ces collecteurs sont responsables, sur leurs biens propre, et de manière solidaire, de la bonne rentrée de l'impôt. Ils sont renouvelés, chaque année, selon un rôle communiqué à l'intendant. Ainsi, la charge repose successivement sur les feux les plus aisés de la collecte ce qui limite les abus. En effet, pour les collecteurs, surimposer arbitrairement un feu, c'est prendre le risque d'être surimposé dans les années suivantes et, si ce feu est insolvable, c'est s'exposer au risque de devoir s'acquitter du montant qui n'aurait pas pu être perçu.
En Auvergne, ces collecteurs reçoivent le nom de consuls et sont, au minimum, trois par collecte. Désignés collectivement par les habitants, ils se voient, régulièrement, attribués des missions « communales » par ceux-ci, malgré l'opposition de l'Intendant qui est contraint de leur rappeler les limites de leur fonction.
De nombreuses villes sont franches, comme Dieppe dès 1463. La Bretagne est entièrement libre de taille. Il s'agit en général de privilèges locaux qui ne sont pas révocables par le roi.
La taille sous Henri IV représente environ 60 % des ressources du royaume, 25 % à la fin du règne de Louis XIV. L'État se finance alors beaucoup par emprunts et impôts indirects.

## Les «accessoires» de la taille
Les tailles, au pluriel, comprenaient :
- le principal, correspondant à la taille, au singulier, c'est-à-dire à l'impôt initial ;
- les accessoires, correspondant à des taxes, ultérieurement ajoutées à l'impôt initial, distinctes de celui-ci, mais qui en suivaient le régime.

Les principaux accessoires de la taille étaient :
- le taillon, créé par Henri II, en 1549[4],[5] ;
- les deux sols pour livre du principal, créés en 1705[4] ;
- la solde des maréchaussées, créée en 1720[4] ;
- le fonds des étapes, créé en 1727[4] ;
- le brevet militaire qui comprend le fourrage, le quartier d'hiver, les convois militaires, l'ustensile et les soldes des gardes-côtes[4] ;
- les trois deniers pour livre pour les hôpitaux[4] ;
- les deux deniers pour livre pour les officiers des élections[4] ;
- l'entretien des haras[4].